# 坂口れい子
坂口 䙥子（さかぐち れいこ、1914年9月30日 - 2007年2月6日）。「䙥」の字は平仮名や「零」「礼」の字を当てられることがある。日本統治下の台湾と戦後の日本の双方で活躍した小説家である。

## 経歴
熊本県八代市に山本慶太郎とマキの二女として生まれた。父親は高田村 (熊本県)（現八代市）の富農の出身で、30代で八代町長を務め辣腕を振った。マキは農家出身であるが、どんな人でも優しく平等に接するように教育した。
代陽女子尋常高等小学校から、県立八代高等女学校に進み、2年生の時に中條小百合の筆名で少女倶楽部に投稿した短編小説「こはれた時計」が特選となった。熊本女子師範学校（現熊本大学）を1933年に卒業。
母校代陽小学校の教員となる。熊本の短歌雑誌『龍燈』に参加。旧制八代中学教師の板橋源（1908-1990、東京文理科大学卒、のち岩手大学名誉教授）に恋心を抱くが、板橋はほどなく転勤してしまい、失恋の痛手から逃れるように渡台し、1938年から台湾の台中にある北斗公学校で小学校教諭を務めた。病を得て1939年に帰郷。
1940年に『龍燈』で知り合った坂口貴敏と結婚するため再び渡台し、『台湾新聞』で習作を次々発表。台北帝国大学教授の矢野峰人の紹介で『台湾時報』でも作品を発表し、1943年に『灯』で第1回台湾文学奨励賞受賞。戦争末期の1945年4月に楊逵夫妻の勧めで蕃地である仁愛郷互助村中原に疎開し、中原蕃童教育所の代用教員を務めた。
1946年に引揚げ、夫の故郷の上益城郡で暮らす。玉名家政高等学校の教師をしていた1953年に『蕃地』で第3回新潮社文学賞受賞。1957年に夫が急死し、実家の八代に転居し、八代商業高等学校で教えて家計を支える。
荒木精之や永松定の勧めで再び執筆を始め、『蕃婦ロポウの話』（1960年）、『猫のいる風景』（1962年）、『風葬』（1964年）で3度の芥川賞候補に挙げられながら、賞に恵まれなかった。
その後は生活も困窮し、家政婦として働いたこともあったが、1967年から1975年まで活け花雑誌『花泉』に自伝「母の像」を連載、1990年代に八代の同人誌『知性と感性』に随筆「ともかくも生きて候」を連載し、1999年に『詩と真実』600号に掲載された「柿の実は熟るれど ―八四才の誕生日に ―」が最後の文筆活動となった。

## 家族
- 夫・坂口貴敏（1912-1957） ‐ 歌人、教師。熊本県第二師範学校卒業後、黒肥地尋常高等小学校などでの勤務を経て、1938年に渡台、台中州田中公学校に勤務の傍ら自宅に熊本の短歌同人誌『龍燈』の台湾支部を設けた[2]。1940年に永興公学校に、1941年から1944年まで明治国民学校に訓導として勤めた[2]。れい子とは再婚で、死別した前妻との娘が二人いた[4]。若山牧水最後の弟子といわれ、作文教育の指導者でもあり、著書に『綴方の観賞』などがある[5]。
- 長男・坂口拓史（1942-） ‐ 文筆家。台湾生まれ。
- 二男・坂口耕史 ‐ 國學院大學栃木短期大学初等教育学科教授。[6]

## 作品
- 『鄭一家』:1941年、台湾総督府の機関誌台湾時報に発表。日本の皇民化（国語常用や改姓名）にゆれる台湾人のささやかな抵抗と矛盾、内台融和への懐疑を描き台湾の中心作家から激賞されれい子の名前は台湾中に知れ渡る。[7]
- 『時計草』:1942年発表。台湾人と日本人の婚姻を描いたが、理蕃政策を批判したという理由で、当局により2枚を残し発禁処分となった。
- 『蕃地』：1945年4月-1946年1月、米軍の空襲のため、先住民族の地に疎開した。霧社事件の生存者や先住民族の娘と知り合い、先住民からの立場で描いた小説。新潮社文学賞を受賞。[8]
- 『蕃婦ロポウの話』:第44回芥川賞の最終候補に残ったが、決選投票で敗れた。
- 『猫のいる風景』
- 『風葬』
- 『蛸郷の歌』1960年1月-1961年3月、『日本談義』に連載された自伝的小説。

## 著書
- 『蕃地』1954年新潮社　内容は番地「蕃地」「ビッキの話」「霧社」
- 『蕃社の譜』1978年　コルベ出版社　内容は「蕃地」「蕃地のイヴ」「ダダオ・モーナの死」「ビッキの話」「蕃婦ロポウの話」
- 『霧社』1978年　コルベ出版社「霧社」「蕃地との関わり」

## 家庭生活と作家活動
れい子は母校代陽小学校教員時代、ある研究会で中学教師と恋に落ちたが、その教師は転勤する。大きな痛手を受けたことを、短歌に残している。台中北斗小学校教師時代、歌の同人誌で教師の坂口貴敏と知り合う。坂口は結婚していたが妻の急死の後求婚され、れい子は結婚した。元台湾共産党員で作家が、日本が負ける前にれい子に言った。「あなたは幸い台湾本島人のことをかなり勉強した。蕃人の生活をみておくと、日本に持ち帰る唯一の財産だ。46年3月基隆港から日本に引き揚げる。引揚げ後は、生活に苦しんだ。夫の酒乱と負債、そして急死。れい子は生きる苦しみの合間に、とぎれとぎれに作品を書いた。

## 文献
- 小笠原淳　「坂口れい子の半生」熊本日日新聞　上　2013年11月15日　中　11月16日 下 11月17日
- 坂口れい子　『霧社』1978年　コルベ出版社